# فرقة المشاة 148 (فيرماخت)
فرقة الاحتياط الألماني 148 فرقة المشاة الاحتياطية الألمانية خلال الحرب العالمية الثانية. كانت تتألف من ثلاثة أفواج مشاة (281 و285 و286) وفوج المدفعية.

## التاريخ
تم استخدام الفرقة كقوة احتلال في جنوب فرنسا وقاتلوا في إيطاليا في عامي 1944 و1945. أعيد تصميم فرقة المشاة 148 في سبتمبر 1944، قاتلت في معارك نهر بادي، واستسلمت إلى فرقة المشاة البرازيلية في 28 أبريل 1945، بعد معركة كوليشيو، بالقرب من مدينة فورنوفو في جالانو.
في 28 أبريل، كانت قوات فرقة المشاة 148 تتركز بالقرب من نهر بو. في محاولة لوقف عبور الألمان، فتح سرب الملازم أول بيتالوغا، المجهز بسيارات الاستطلاع المدرعة من طراز M8 Greyhound، النار على القوات الألمانية التي فجرت على الفور الجسر الذي يقف خلفهم. بدعم من عدد قليل من شيرمانز من كتيبة الدبابات الأمريكية 760، تعرضت لهجوم مدفعي ألماني كثيف ونيران مدافع رشاشة وأقامت خط دفاعي على بعد أربعة أميال من فورنوفو، على خط غايانو - سيجالورا - تاليجنانو. حوالي الساعة 9 مساءا تم لاشن هجوم ألماني غاضب على سيجالورا، في محاولة لكسر الحصار للوصول إلى مدينة بارما، حيث كانت القوات الألمانية الأخرى تتمركز، بعد أن صدتها السرية الثالثة من فوج المشاة السادس. في 29 أبريل، قام الألمان بمحاولة أخرى لكسر الحصار.

## جرائم حرب
تورطت الفرقة في جريمة حرب واحدة مسجلة، هي مذبحة ريجنانو كاستيلو ( توسكانا )، في 23 نوفمبر 1944، عندما أُعدمت 14 مدنياً. 

## ضباط القيادة
- جينيرال لوتنانت Hermann Böttcher ، أكتوبر 1942 - 1 أبريل 1943
- جنرال لوترينت فريدريش فيلهلم فون روثكيرش أوند بانتين، 1 أبريل 1943 - 25 سبتمبر 1943
- جينيرال لوتنانت Otto Fretter-Pico ، 25 سبتمبر 1943 - 20 مارس 1944
- جينيرال لوتنانتOtto Schönherr ،20 مارس 1944 - 18 سبتمبر 1944

فرقة المشاة 148
- جينيرال لوتنانت Otto Fretter-Pico ،18 سبتمبر 1944 - 28 أبريل 1945